# Сатурн (премия, 1995)
21-я церемония вручения наград премии «Сатурн» за заслуги в области фантастики, фэнтези и фильмов ужасов за 1994 год состоялась 26 июня 1995 года.
В этом году была введена новая категория: за «Лучший приключенческий фильм, боевик или триллер».

## Победители и номинанты
Победители указаны первыми, выделены жирным шрифтом и  отдельным цветом. 

### Основные категории
| Категория                                        | Лауреаты и номинанты                                                                       | Лауреаты и номинанты                                                           | Лауреаты и номинанты                                                       |
| ------------------------------------------------ | ------------------------------------------------------------------------------------------ | ------------------------------------------------------------------------------ | -------------------------------------------------------------------------- |
| Лучший научно-фантастический фильм               | • Звёздные врата / Stargate                                                                | • Звёздные врата / Stargate                                                    | • Звёздные врата / Stargate                                                |
| Лучший научно-фантастический фильм               | • Похитители тел / Body Snatchers                                                          |                                                                                |                                                                            |
| Лучший научно-фантастический фильм               | • Побег невозможен / No Escape                                                             |                                                                                |                                                                            |
| Лучший научно-фантастический фильм               | • Кукловоды / The Puppet Masters                                                           |                                                                                |                                                                            |
| Лучший научно-фантастический фильм               | • Звёздный путь: Поколения / Star Trek: Generations                                        |                                                                                |                                                                            |
| Лучший научно-фантастический фильм               | • Уличный боец / Street Fighter                                                            |                                                                                |                                                                            |
| Лучший научно-фантастический фильм               | • Патруль времени / Timecop                                                                |                                                                                |                                                                            |
| Лучший фильм-фэнтези                             | • Форрест Гамп / Forrest Gump                                                              | • Форрест Гамп / Forrest Gump                                                  | • Форрест Гамп / Forrest Gump                                              |
| Лучший фильм-фэнтези                             | • Ангелы у кромки поля / Angels in the Outfield                                            |                                                                                |                                                                            |
| Лучший фильм-фэнтези                             | • Эд Вуд / Ed Wood                                                                         |                                                                                |                                                                            |
| Лучший фильм-фэнтези                             | • Флинтстоуны / The Flintstones                                                            |                                                                                |                                                                            |
| Лучший фильм-фэнтези                             | • Король Лев (м/ф) / The Lion King                                                         |                                                                                |                                                                            |
| Лучший фильм-фэнтези                             | • Маска / The Mask                                                                         |                                                                                |                                                                            |
| Лучший фильм-фэнтези                             | • Контракт Санта-Клауса / The Santa Clause                                                 |                                                                                |                                                                            |
| Лучший фильм ужасов                              | • Интервью с вампиром / Interview with the Vampire: The Vampire Chronicles                 | • Интервью с вампиром / Interview with the Vampire: The Vampire Chronicles     | • Интервью с вампиром / Interview with the Vampire: The Vampire Chronicles |
| Лучший фильм ужасов                              | • Хронос / Cronos                                                                          |                                                                                |                                                                            |
| Лучший фильм ужасов                              | • Ворон / The Crow                                                                         |                                                                                |                                                                            |
| Лучший фильм ужасов                              | • Франкенштейн / Mary Shelley’s Frankenstein                                               |                                                                                |                                                                            |
| Лучший фильм ужасов                              | • Москиты / Mosquito                                                                       |                                                                                |                                                                            |
| Лучший фильм ужасов                              | • Кошмар на улице Вязов 7: Новый кошмар / Wes Craven’s New Nightmare                       |                                                                                |                                                                            |
| Лучший фильм ужасов                              | • Волк / Wolf                                                                              |                                                                                |                                                                            |
| Лучший приключенческий фильм, боевик или триллер | • Криминальное чтиво / Pulp Fiction                                                        | • Криминальное чтиво / Pulp Fiction                                            | • Криминальное чтиво / Pulp Fiction                                        |
| Лучший приключенческий фильм, боевик или триллер | • Прямая и явная угроза / Clear and Present Danger                                         |                                                                                |                                                                            |
| Лучший приключенческий фильм, боевик или триллер | • Книга джунглей / The Jungle Book                                                         |                                                                                |                                                                            |
| Лучший приключенческий фильм, боевик или триллер | • На запад от красной скалы / Red Rock West                                                |                                                                                |                                                                            |
| Лучший приключенческий фильм, боевик или триллер | • Побег из Шоушенка / The Shawshank Redemption                                             |                                                                                |                                                                            |
| Лучший приключенческий фильм, боевик или триллер | • Скорость / Speed                                                                         |                                                                                |                                                                            |
| Лучший приключенческий фильм, боевик или триллер | • Правдивая ложь / True Lies                                                               |                                                                                |                                                                            |
| Лучший актёр                                     | Мартин Ландау                                                                              | • Мартин Ландау — «Эд Вуд» (за роль Белы Лугоши)                               | • Мартин Ландау — «Эд Вуд» (за роль Белы Лугоши)                           |
| Лучший актёр                                     | Мартин Ландау                                                                              | • Кеннет Брана — «Франкенштейн» (за роль Виктора Франкенштейна)                |                                                                            |
| Лучший актёр                                     | Мартин Ландау                                                                              | • Том Круз — «Интервью с вампиром» (за роль Лестата де Лионкура)               |                                                                            |
| Лучший актёр                                     | Мартин Ландау                                                                              | • Том Хэнкс — «Форрест Гамп» (за роль Форреста Гампа)                          |                                                                            |
| Лучший актёр                                     | Мартин Ландау                                                                              | • Джек Николсон — «Волк» (за роль Уилла Рэнделла)                              |                                                                            |
| Лучший актёр                                     | Мартин Ландау                                                                              | • Брэд Питт — «Интервью с вампиром» (за роль Луи де Пон дю Лака)               |                                                                            |
| Лучший актёр                                     | Мартин Ландау                                                                              | • Арнольд Шварценеггер — «Правдивая ложь» (за роль Гарри Таскера)              |                                                                            |
| Лучшая актриса                                   | Сандра Буллок                                                                              | • Сандра Буллок — «Скорость» (за роль Энни Портер)                             | Джейми Ли Кёртис                                                           |
| Лучшая актриса                                   | Сандра Буллок                                                                              | • Джейми Ли Кёртис — «Правдивая ложь» (за роль Хелен Таскер)                   | Джейми Ли Кёртис                                                           |
| Лучшая актриса                                   | Сандра Буллок                                                                              | • Мэдхен Амик — «Секс, ложь, безумие» (за роль Лины Мэтерс)                    | Джейми Ли Кёртис                                                           |
| Лучшая актриса                                   | Сандра Буллок                                                                              | • Хелена Бонэм Картер — «Франкенштейн» (за роль Элизабет)                      | Джейми Ли Кёртис                                                           |
| Лучшая актриса                                   | Сандра Буллок                                                                              | • Пенелопа Энн Миллер — «Тень» (за роль Марго Лэйн)                            | Джейми Ли Кёртис                                                           |
| Лучшая актриса                                   | Сандра Буллок                                                                              | • Мишель Пфайффер — «Волк» (за роль Лоры Элден)                                | Джейми Ли Кёртис                                                           |
| Лучший актёр второго плана                       | Гэри Синиз                                                                                 | • Гэри Синиз — «Форрест Гамп» (за роль лейтенанта Дэна Тэйлора)                | • Гэри Синиз — «Форрест Гамп» (за роль лейтенанта Дэна Тэйлора)            |
| Лучший актёр второго плана                       | Гэри Синиз                                                                                 | • Ричард Аттенборо — «Чудо на 34-й улице» (за роль Криса Крингла)              |                                                                            |
| Лучший актёр второго плана                       | Гэри Синиз                                                                                 | • Роберт Де Ниро — «Франкенштейн» (за роль «Создания»)                         |                                                                            |
| Лучший актёр второго плана                       | Гэри Синиз                                                                                 | • Рауль Хулия — «Уличный боец» (за роль генерала М. Байсона)                   |                                                                            |
| Лучший актёр второго плана                       | Гэри Синиз                                                                                 | • Билл Пэкстон — «Правдивая ложь» (за роль Саймона)                            |                                                                            |
| Лучший актёр второго плана                       | Гэри Синиз                                                                                 | • Джеймс Спейдер — «Волк» (за роль Стюарта Суинтона)                           |                                                                            |
| Лучшая актриса второго плана                     |                                                                                            | • Миа Сара — «Патруль времени» (за роль Мелиссы Уокер)                         | • Миа Сара — «Патруль времени» (за роль Мелиссы Уокер)                     |
| Лучшая актриса второго плана                     | • Хэлли Берри — «Флинтстоуны» (за роль мисс Стоун)                                         |                                                                                |                                                                            |
| Лучшая актриса второго плана                     | • Тиа Каррере — «Правдивая ложь» (за роль Джуно Скиннер)                                   |                                                                                |                                                                            |
| Лучшая актриса второго плана                     | • Вупи Голдберг — «Звёздный путь: Поколения» (за роль Гайнан)                              |                                                                                |                                                                            |
| Лучшая актриса второго плана                     | • Рози О’Доннелл — «Флинтстоуны» (за роль Бетти Раббл)                                     |                                                                                |                                                                            |
| Лучшая актриса второго плана                     | • Робин Райт — «Форрест Гамп» (за роль Дженни Каррен)                                      |                                                                                |                                                                            |
| Лучший молодой актёр или актриса                 | Кирстен Данст                                                                              | • Кирстен Данст — «Интервью с вампиром» (за роль Клодии)                       | • Кирстен Данст — «Интервью с вампиром» (за роль Клодии)                   |
| Лучший молодой актёр или актриса                 | Кирстен Данст                                                                              | • Люк Эдвардс — «Маленькая большая лига» (за роль Билли Хейвуда)               |                                                                            |
| Лучший молодой актёр или актриса                 | Кирстен Данст                                                                              | • Мико Хьюз — «Кошмар на улице Вязов 7: Новый кошмар» (за роль Дилана Портера) |                                                                            |
| Лучший молодой актёр или актриса                 | Кирстен Данст                                                                              | • Джозеф Гордон-Левитт — «Ангелы у кромки поля» (за роль Роджера Боммана)      |                                                                            |
| Лучший молодой актёр или актриса                 | Кирстен Данст                                                                              | • Джонатан Тейлор Томас — «Король Лев» (за озвучивание юного Симбы)            |                                                                            |
| Лучший молодой актёр или актриса                 | Кирстен Данст                                                                              | • Элайджа Вуд — «Норт» (за роль Норта)                                         |                                                                            |
| Лучший режиссёр                                  |                                                                                            | • Джеймс Кэмерон за фильм «Правдивая ложь»                                     | • Джеймс Кэмерон за фильм «Правдивая ложь»                                 |
| Лучший режиссёр                                  | • Ян де Бонт — «Скорость»                                                                  |                                                                                |                                                                            |
| Лучший режиссёр                                  | • Уильям Дир — «Ангелы у кромки поля»                                                      |                                                                                |                                                                            |
| Лучший режиссёр                                  | • Нил Джордан — «Интервью с вампиром»                                                      |                                                                                |                                                                            |
| Лучший режиссёр                                  | • Алекс Пройас — «Ворон»                                                                   |                                                                                |                                                                            |
| Лучший режиссёр                                  | • Роберт Земекис — «Форрест Гамп»                                                          |                                                                                |                                                                            |
| Лучший сценарий                                  | Уэсли Стрик                                                                                | • Джим Харрисон и Уэсли Стрик — «Волк»                                         | • Джим Харрисон и Уэсли Стрик — «Волк»                                     |
| Лучший сценарий                                  | Уэсли Стрик                                                                                | • Скотт Александер и Ларри Карезюски — «Эд Вуд»                                |                                                                            |
| Лучший сценарий                                  | Уэсли Стрик                                                                                | • Эрик Рот — «Форрест Гамп»                                                    |                                                                            |
| Лучший сценарий                                  | Уэсли Стрик                                                                                | • Стеф Леди и Фрэнк Дарабонт — «Франкенштейн»                                  |                                                                            |
| Лучший сценарий                                  | Уэсли Стрик                                                                                | • Фрэнк Дарабонт — «Побег из Шоушенка»                                         |                                                                            |
| Лучший сценарий                                  | Уэсли Стрик                                                                                | • Марк Верхайден — «Патруль времени»                                           |                                                                            |
| Лучшая музыка                                    | Говард Шор                                                                                 | • Говард Шор за музыку к фильму «Эд Вуд»                                       | • Говард Шор за музыку к фильму «Эд Вуд»                                   |
| Лучшая музыка                                    | Говард Шор                                                                                 | • Алан Сильвестри — «Форрест Гамп»                                             |                                                                            |
| Лучшая музыка                                    | Говард Шор                                                                                 | • Эллиот Голденталь — «Интервью с вампиром»                                    |                                                                            |
| Лучшая музыка                                    | Говард Шор                                                                                 | • Патрик Дойл — «Франкенштейн»                                                 |                                                                            |
| Лучшая музыка                                    | Говард Шор                                                                                 | • Джерри Голдсмит — «Тень»                                                     |                                                                            |
| Лучшая музыка                                    | Говард Шор                                                                                 | • Дж. Питер Робинсон — «Кошмар на улице Вязов 7: Новый кошмар»                 |                                                                            |
| Лучшие костюмы                                   | Сэнди Пауэлл                                                                               | • Сэнди Пауэлл — «Интервью с вампиром»                                         | • Сэнди Пауэлл — «Интервью с вампиром»                                     |
| Лучшие костюмы                                   | Сэнди Пауэлл                                                                               | • Эрианн Филлипс — «Ворон»                                                     |                                                                            |
| Лучшие костюмы                                   | Сэнди Пауэлл                                                                               | • Розанна Нортон — «Флинтстоуны»                                               |                                                                            |
| Лучшие костюмы                                   | Сэнди Пауэлл                                                                               | • Ха Нгуен — «Маска»                                                           |                                                                            |
| Лучшие костюмы                                   | Сэнди Пауэлл                                                                               | • Боб Рингвуд — «Тень»                                                         |                                                                            |
| Лучшие костюмы                                   | Сэнди Пауэлл                                                                               | • Джозеф А. Порро — «Звёздные врата»                                           |                                                                            |
| Лучший грим                                      | Рик Бэйкер                                                                                 | • Рик Бейкер и Ве Нилл — «Эд Вуд» («Интервью с вампиром»)?                     | • Рик Бейкер и Ве Нилл — «Эд Вуд» («Интервью с вампиром»)?                 |
| Лучший грим                                      | Рик Бэйкер                                                                                 | • Стэн Уинстон, Мишель Бёрк — «Интервью с вампиром»                            |                                                                            |
| Лучший грим                                      | Рик Бэйкер                                                                                 | • Грег Кэнном — «Маска»                                                        |                                                                            |
| Лучший грим                                      | Рик Бэйкер                                                                                 | • Дэниэл Паркер, Пол Энгелен — «Франкенштейн»                                  |                                                                            |
| Лучший грим                                      | Рик Бэйкер                                                                                 | • Алек Гиллис, Том Вудрафф мл. — «Контракт Санта-Клауса»                       |                                                                            |
| Лучший грим                                      | Рик Бэйкер                                                                                 | • Рик Бейкер — «Волк»                                                          |                                                                            |
| Лучшие спецэффекты                               | • Джон Бруно (Digital Domain) — «Правдивая ложь»                                           | • Джон Бруно (Digital Domain) — «Правдивая ложь»                               | • Джон Бруно (Digital Domain) — «Правдивая ложь»                           |
| Лучшие спецэффекты                               | • Эндрю Мэйсон (International Creative Effects) — «Ворон»                                  |                                                                                |                                                                            |
| Лучшие спецэффекты                               | • Кен Ралстон (Industrial Light & Magic (ILM)) — «Форрест Гамп»                            |                                                                                |                                                                            |
| Лучшие спецэффекты                               | • (Illusion Arts Inc., Fantasy II Film Effects, Visual Concept Engineering (VCE)) — «Тень» |                                                                                |                                                                            |
| Лучшие спецэффекты                               | • Джеффри А. Окун, Патрик Татопулос — «Звёздные врата»                                     |                                                                                |                                                                            |
| Лучшие спецэффекты                               | • Грегори Л. МакМарри — «Патруль времени»                                                  |                                                                                |                                                                            |

### Телевизионные награды
| Категория                                                         | Лауреаты и номинанты                                                                          |
| ----------------------------------------------------------------- | --------------------------------------------------------------------------------------------- |
| Лучший жанровый телесериал (Best Genre Television Series)         | • Секретные материалы / The X-Files                                                           |
| Лучший жанровый телесериал (Best Genre Television Series)         | • Земля 2 / Earth 2                                                                           |
| Лучший жанровый телесериал (Best Genre Television Series)         | • M.A.N.T.I.S. / M.A.N.T.I.S.                                                                 |
| Лучший жанровый телесериал (Best Genre Television Series)         | • Подводная Одиссея / SeaQuest DSV                                                            |
| Лучший жанровый телесериал (Best Genre Television Series)         | • Симпсоны / The Simpsons                                                                     |
| Лучший жанровый телесериал (Best Genre Television Series)         | • Звёздный путь: Следующее поколение / Star Trek: The Next Generation                         |
| Лучший жанровый телесериал (Best Genre Television Series)         | • Байки из склепа / Tales from the Crypt                                                      |
| Лучшая телепостановка (Best Single Genre Television Presentation) | • Нация пришельцев: Тёмный горизонт / Alien Nation: Dark Horizon                              |
| Лучшая телепостановка (Best Single Genre Television Presentation) | • Фатерлянд / Fatherland                                                                      |
| Лучшая телепостановка (Best Single Genre Television Presentation) | • Геракл и Огненный круг / Hercules: The Legendary Journeys — Hercules and the Circle of Fire |
| Лучшая телепостановка (Best Single Genre Television Presentation) | • Розуэлл / Roswell                                                                           |
| Лучшая телепостановка (Best Single Genre Television Presentation) | • Противостояние / The Stand                                                                  |
| Лучшая телепостановка (Best Single Genre Television Presentation) | • Война с реальностью / TekWar                                                                |
| Лучшая телепостановка (Best Single Genre Television Presentation) | • Охота на ведьм / Witch Hunt                                                                 |

### Видео
| Категория                                               | Лауреат и номинанты                                              |
| ------------------------------------------------------- | ---------------------------------------------------------------- |
| Лучшее жанровое видеоиздание (Best Genre Video Release) | • Хронос / Cronos                                                |
| Лучшее жанровое видеоиздание (Best Genre Video Release) | • Расплавленное тело / Body Melt                                 |
| Лучшее жанровое видеоиздание (Best Genre Video Release) | • Джек-упырь / Jack Be Nimble                                    |
| Лучшее жанровое видеоиздание (Best Genre Video Release) | • Мой сосед Тоторо / となりのトトロ (Tonari no Totoro)           |
| Лучшее жанровое видеоиздание (Best Genre Video Release) | • Фантазм 3: Повелитель мёртвых / Phantasm III: Lord of the Dead |
| Лучшее жанровое видеоиздание (Best Genre Video Release) | • Отрубленные головы / Shrunken Heads                            |
| Лучшее жанровое видеоиздание (Best Genre Video Release) | • V (мини-сериал) / V                                            |

### Специальные награды
| Награда                                                                                  | Лауреаты                                |
| ---------------------------------------------------------------------------------------- | --------------------------------------- |
| Золотой Свиток за выдающиеся достижения Golden Scroll of Merit (Outstanding Achievement) | • Пол Баннелл — «Этот маленький монстр» |
| Специальная награда (Special Award)                                                      | • Ричард Флейшер (за свою карьеру)      |
| Премия Джорджа Пала (George Pal Memorial Award)                                          | • Роберт Земекис                        |
| Посмертная награда (Posthumous Award)                                                    | • Уилл Роджерс                          |
| Премия за достижения в карьере (Life Career Award)                                       | • Уэс Крэйвен                           |
| Премия за достижения в карьере (Life Career Award)                                       | • Джоэл Сильвер                         |
| Премия за пожизненные достижения (Lifetime Achievement Award)                            | • Шон Коннери                           |
| Награда за заслуги (Service Award)                                                       | • Форрест Дж. Экерман                   |